# Lotto Soudal/2021
Deze pagina geeft een overzicht van de UCI World Tour wielerploeg Lotto Soudal in 2021.

## Algemeen
Algemeen manager: John Lelangue
Ploegleiders: Mario Aerts, Herman Frison, Nikolas Maes, Maxime Monfort, Marc Sergeant, Kurt Van De Wouwer, Marc Wauters
Fietsmerk: Ridley

## Renners
| Naam               | Geboortedatum | Nationaliteit       | Ploeg 2020                       |
| ------------------ | ------------- | ------------------- | -------------------------------- |
| Filippo Conca      | 22-09-1998    | Italië              | Biesse Arvedi                    |
| Steff Cras         | 13-02-1996    | België              |                                  |
| Jasper De Buyst    | 24-11-1993    | België              |                                  |
| Thomas De Gendt    | 06-11-1986    | België              |                                  |
| John Degenkolb     | 07-01-1989    | Duitsland           |                                  |
| Caleb Ewan         | 11-07-1994    | Australië           |                                  |
| Frederik Frison    | 28-07-1992    | België              |                                  |
| Philippe Gilbert   | 05-07-1982    | België              |                                  |
| Kobe Goossens      | 29-04-1996    | België              |                                  |
| Sébastien Grignard | 29-04-1999    | België              | Lotto Soudal U23                 |
| Matthew Holmes     | 08-12-1993    | Verenigd Koninkrijk |                                  |
| Roger Kluge        | 05-02-1986    | Duitsland           |                                  |
| Andreas Kron       | 01-06-1998    | Denemarken          | Riwal Securitas Cycling Team     |
| Kamil Małecki      | 02-01-1996    | Polen               | CCC Team                         |
| Tomasz Marczyński  | 06-03-1984    | Polen               |                                  |
| Sylvain Moniquet   | 14-01-1998    | België              | Equipe continentale Groupama-FDJ |
| Stefano Oldani     | 10-01-1998    | Italië              |                                  |
| Harrison Sweeny    | 09-07-1998    | Australië           | Lotto Soudal U23                 |
| Gerben Thijssen    | 21-06-1998    | België              |                                  |
| Tosh Van der Sande | 28-11-1990    | België              |                                  |
| Maxim Van Gils     | 25-11-1999    | België              | Lotto Soudal U23                 |
| Brent Van Moer     | 12-01-1998    | België              |                                  |
| Harm Vanhoucke     | 17-06-1997    | België              |                                  |
| Florian Vermeersch | 12-03-1999    | België              |                                  |
| Viktor Verschaeve  | 03-08-1998    | België              | Lotto Soudal U23                 |
| Xandres Vervloesem | 13-05-2000    | België              | Lotto Soudal U23                 |
| Tim Wellens        | 10-05-1991    | België              |                                  |

### Vertrokken
| Naam               | Geboortedatum | Nationaliteit       | Ploeg 2021                 |
| ------------------ | ------------- | ------------------- | -------------------------- |
| Sander Armée       | 10-12-1985    | België              | Team Qhubeka-ASSOS         |
| Stan Dewulf        | 20-12-1997    | België              | AG2R-Citroën               |
| Jonathan Dibben    | 12-02-1994    | Verenigd Koninkrijk | gestopt                    |
| Carl Fredrik Hagen | 29-09-1991    | Noorwegen           | Israel Start-Up Nation     |
| Adam Hansen        | 11-05-1981    | Australië           | gestopt                    |
| Rasmus Iversen     | 16-09-1997    | Denemarken          | Herning CK Elite           |
| Nikolas Maes       | 09-04-1986    | België              | gestopt                    |
| Rémy Mertz         | 17-07-1995    | België              | Bingoal-Wallonie Bruxelles |
| Brian van Goethem  | 16-04-1991    | Nederland           | gestopt                    |
| Jelle Wallays      | 11-05-1989    | België              | Cofidis                    |

## Overwinningen
| Ster van Bessèges 3e etappe: Tim Wellens Eindklassement: Tim Wellens Ploegenklassement *1) Ronde van de Provence Bergklassement: Filippo Conca Ronde van de Verenigde Arabische Emiraten 7e etappe: Caleb Ewan Ronde van Catalonië 1e etappe: Andreas Kron 7e etappe: Thomas De Gendt Ronde van Romandië Bergklassement: Kobe Goossens | Ronde van Italië 5e etappe: Caleb Ewan 7e etappe: Caleb Ewan Critérium du Dauphiné 1e etappe: Brent Van Moer Ronde van België 3e etappe: Caleb Ewan 4e etappe: Caleb Ewan Puntenklassement: Caleb Ewan Ronde van Zwitserland 6e etappe: Andreas Kron Ronde van Wallonië Bergklassement: Florian Vermeersch | Ronde van de Ain Ploegenklassement: *2) Benelux Tour 5e etappe: Caleb Ewan |

*1) Ploeg Ster van Bessèges: Degenkolb, Gilbert, Kron, Oldani, Thijssen, Van Moer, Wellens
*2) Ploeg Ronde van de Ain: Cras, Frison, Kron, Moniquet, Vanhoucke, Vermeersch
1985 · 1986 · 1987 · 1988 · 1989 · 1990 · 1991 · 1992 · 1993 · 1994 · 1995 · 1996 · 1997 · 1998 · 1999 · 2000 · 2001 · 2002 · 2003 · 2004 · 2005 · 2006 · 2007 · 2008 · 2009 · 2010 · 2011 · 2012 · 2013 · 2014 · 2015 · 2016 · 2017 · 2018 · 2019 · 2020 · 2021 · 2022 · 2023 · 2024 · 2025
AG2R-Citroën · Astana-Premier Tech · Bahrain-Victorious · BORA-hansgrohe · Cofidis, Solutions Crédits · Deceuninck–Quick-Step · EF Education-Nippo · Groupama-FDJ · INEOS Grenadiers · Intermarché-Wanty-Gobert Matériaux · Israel Start-Up Nation · Lotto Soudal · Movistar Team · Team BikeExchange · Team DSM · Team Jumbo-Visma · Team Qhubeka NextHash · Trek-Segafredo · UAE Team Emirates